# Letharchus rosenblatti
Letharchus rosenblatti är en fiskart som beskrevs av Mccosker, 1974. Letharchus rosenblatti ingår i släktet Letharchus och familjen Ophichthidae. IUCN kategoriserar arten globalt som livskraftig. Inga underarter finns listade i Catalogue of Life.